# Yeh Lamhe Judaai Ke
Pour plus de détails, voir Fiche technique et Distribution.
Yeh Lamhe Judaai Ke est un film indien réalisé par Birendra Nath Tiwari, 

## Fiche technique
- Réalisateur : Birendra Nath Tiwari
- Pays : Inde
- Année de réalisation : 1994
- Année de parution : 2004
- Genre : Drame
- Compositeur : Nikhil Vinay
- Durée : 150 minutes

## Distribution
- Shahrukh Khan
- Raveena Tandon
- Kiran Kumar
- Raj Babbar